# Ewa Prusak
Ewa Prusak, po mężu Rychter (ur. 24 grudnia 1964 w Bydgoszczy) – polska lekkoatletka, wieloboistka, mistrzyni i reprezentantka Polski.

## Kariera sportowa
Była zawodniczką Gryfa Słupsk.
W 1985 została brązową medalistką młodzieżowych mistrzostw Polski w siedmioboju. Na mistrzostwach Polski seniorów na otwartym stadionie zdobyła dwa brązowe medale w siedmioboju: w 1987 i 1988. W halowych mistrzostwach Polski seniorów wywalczyła trzy medale: srebrny w pięcioboju w 1987, brązowe w pięcioboju w 1988 i 1992.
Reprezentowała Polskę na zawodach Pucharze Europy w wielobojach. W 1987 zajęła 21. miejsce w zawodach Grupy B, z wynikiem 5270, w 1991 zajęła 20. miejsce w zawodach Superligi, z wynikiem 5613.
Rekord życiowy w siedmioboju: 5725 (16.06.1991), w biegu na 100 m ppł: 14,00 (30.08.1991), w skoku wzwyż: 1,84 (15.06.1991).
Jej mężem został lekkoatleta Dariusz Rychter.